# Ptóön Óros
Ptóön Óros är ett berg i Grekland.   Det ligger i regionen Grekiska fastlandet, i den östra delen av landet, 60 km nordväst om huvudstaden Aten. Toppen på Ptóön Óros är 672 meter över havet. Ptóön Óros ligger vid sjön Límni Paralímni.
Terrängen runt Ptóön Óros är huvudsakligen kuperad, men söderut är den platt. Havet är nära Ptóön Óros åt nordost. Runt Ptóön Óros är det ganska tätbefolkat, med 75 invånare per kvadratkilometer. Närmaste större samhälle är Thívai, 17,4 km söder om Ptóön Óros. == Kommentarer ==
1. ↑  Position justerad utifrån höjddata (DEM 3") från Viewfinder Panoramas.[1] Mer om algoritmen finns här: Användare:Lsjbot/Algoritmer.
2. ↑  Framräknat ur höjduppgifter (DEM 3") från Viewfinder Panoramas.[1] Mer om algoritmen finns här: Användare:Lsjbot/Algoritmer.
3. ↑  Framräknat ur höjduppgifter (DEM 3") från Viewfinder Panoramas.[1] Mer om algoritmen finns här: Användare:Lsjbot/Algoritmer.
4. ↑  Framräknat ur variansen i alla höjduppgifter (DEM 3") från Viewfinder Panoramas, inom 10 km radie.[1] Mer om algoritmen finns här: Användare:Lsjbot/Algoritmer.